# P. Morisse et Cie

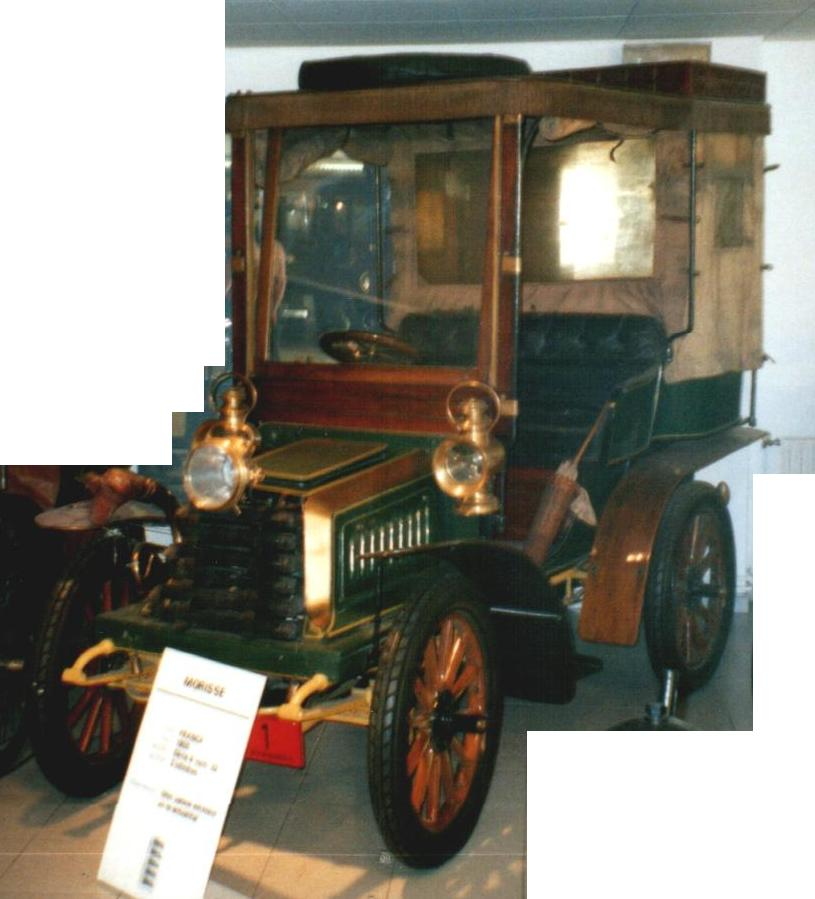
Morisse von 1900

P. Morisse et Cie war ein französischer Hersteller von Automobilen.

## Unternehmensgeschichte
Das Unternehmen aus Étampes begann 1898 oder 1899 mit der Produktion von Automobilen. Der Markenname lautete zunächst ausschließlich Morisse. Ab 1912 fand auch der Markenname SEM Verwendung. 1914 endete die Produktion.

## Fahrzeuge
Das erste Modell besaß einen Einzylindermotor mit 3 PS Leistung, der unter dem Fahrersitz montiert war. Besonderheit war, dass die Motorleistung mittels Riemen auf die Vorderräder übertragen wurde. 1901 folgte ein konventionelles Modell. Für den Antrieb sorgte ein Einbaumotor von De Dion-Bouton mit 5,5 PS Leistung, der die Hinterräder antrieb. Ab 1904 standen Einzylindermotoren von De Dion-Bouton mit 6 PS und 9 PS, Zweizylindermotoren von De Dion-Bouton und Tony Huber mit jeweils 10 PS sowie Vierzylindermotoren von Tony Huber und Fossier mit jeweils 24 PS zur Verfügung. Die Vierzylindermodelle verfügten über Kettenantrieb, die kleineren Modelle über Kardanantrieb.
1912 bestand das Angebot aus den Vierzylindermodellen 9/11 CV, 10/12 CV, 14/16 CV und 16/20 CV mit Kardanantrieb, die teilweise auch als SEM verkauft wurden.
Ein Fahrzeug dieser Marke ist im Museu Nacional de l’Automòbil d’Andorra in Encamp in Andorra zu besichtigen.